# Ramon Vila Capdevila
|  | «Caracremada» redirigeix aquí. Si cerqueu la pel·lícula sobre el maquis, vegeu «Caracremada (pel·lícula)». |

Ramon Vila Capdevila (Peguera, Fígols, Berguedà, 2 d’abril de 1908 - Castellnou de Bages, 7 d'agost de 1963), conegut també amb els sobrenoms de Caracremada, Passos llargs i Capità Raymond, va ser un anarcosindicalista de la CNT durant la Segona República Espanyola, col·laborador de la resistència francesa durant la Segona Guerra Mundial i el darrer maquis català que lluità contra el franquisme. Va demostrar un gran valor, atreviment i coneixement del medi geogràfic que li van permetre una llarga vida de clandestinitat i sabotatge al règim franquista.

## Biografia
Nascut en el si d'una família humil, fill de Ramon Vila Llaugí i Carme Capdevila Solé, va ser víctima de l'explotació infantil a les fàbriques de la conca del Llobregat. De petit va patir cremades a la cara i la mà i va perdre la germana en un incendi a casa seva. Als dotze anys va perdre la mare a causa d'un llamp. Algunes fonts indiquen que aquest mateix llamp fou la causa de la seva cara cremada.
Va treballar a la indústria tèxtil a la Pobla de Lillet on va cometre els seus primers sabotatges entre 1929 i 1930 en una fàbrica que havia acomiadat treballadors, i anà a la presó. Posteriorment treballà a les mines de Fígols i participà en les lluites obreres del Berguedà. Va participar en la Revolta de l'Alt Llobregat de 1932 i fou empresonat sis mesos. Aquell mateix any va intervenir en la vaga de tramvies a Barcelona i tornà a ser empresonat. Fou alliberat el 19 de juliol de 1936, en començar la Guerra Civil espanyola. Durant la guerra s'allistà a la Columna de Ferro de València i lluità al front de Terol passant després a la Brigada Columna Terra i Llibertat amb la que va lluitar a Madrid, el front d'Aragó i el front del Segre. S'exilià a França el 1939, on fou internat al camp de concentració de Sant Cebrià i al camp d'Argelers, d'on va fugir.
En plena Segona Guerra Mundial, l'any 1943, fou detingut pels nazis a Perpinyà. L'any següent s'escapà i s'incorporà a la resistència francesa de Llemotges i al maquis de Rechoard (Alta Viena), on se'l conegué com a Capità Raymond. Va dur a terme múltiples sabotatges. Les autoritats franceses li concediren la Legió d'Honor, que ell va rebutjar.
Tornà a Catalunya, per lluitar contra el franquisme. Va fer de guia de la CNT, amb el nom de Ramon Llaugí, travessant molts cops els Pirineus, transportant armes o activistes. Va fer sabotatges contra torres d'alta tensió per lluitar contra el règim franquista. El maig de 1947 va dirigir un grup de 50 guerrillers que havien d'atemptar contra Franco, que feia una visita a les mines de Sallent, però van fer marxa enrere a causa d'un accident. L'any 1951 la CNT va decretar la retirada dels seus homes però Ramon Vila continuà la seva lluita en solitari als boscos de l'interior de Catalunya.
El 7 d'agost de 1963, a les 12:30 de la nit, va caure mort per les bales de la Guàrdia Civil en una emboscada prop de la masia de la Creu del Perelló, entre els termes de Castellnou de Bages i Balsareny. No va tenir ni temps de disparar. Fou enterrat a l'exterior del cementiri de Castellnou de Bages, sense creu ni referència, oblidat entre les fulles.

## Després de la seva mort
L'any 2010 es va estrenar una pel·lícula sobre la seva vida, Caracremada, dirigida per Lluís Galter i interpretada per Lluís Soler.
El Museu dels Maquis, a Castellnou de Bages, conserva les botes de muntanya que portava quan va morir i disposa de plafons explicatius de la seva vida i de la història dels maquis en aquest territori. El museu està situat al costat de l'església de Sant Andreu, prop de l'Ajuntament i del cementiri on hi ha les seves restes.